# 艾比蓋兒·威廉斯
艾比蓋兒·威廉斯（英語：Abigail Williams，约1681年－1697年10月？）是塞勒姆審巫案的最初原告之一，她導致超過150名無辜者因涉及巫術而被捕或遭監禁。

## 生平

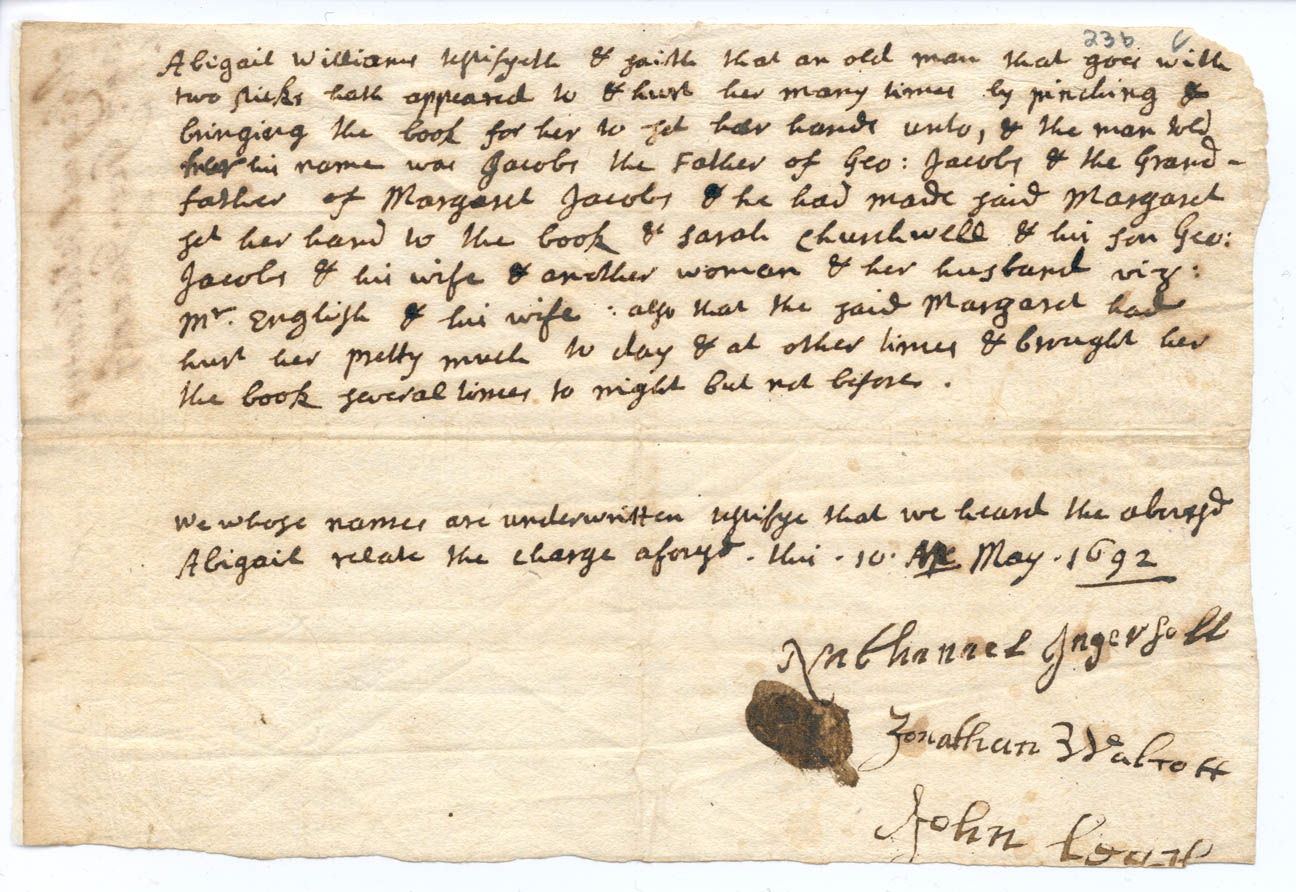
原告艾比蓋兒·威廉斯和被告老喬治·雅各布斯的證詞

小時候，艾比蓋兒的雙親死於美洲原住民的一場襲擊中，自此之後，她都和她的舅舅塞繆爾·帕里斯一起生活。1688年，塞繆爾·帕里斯被任命為塞勒姆地區的新牧師，帕里斯全家都因此搬到塞勒姆，艾比蓋兒也跟著舅舅一同來到了塞勒姆。
艾比蓋兒和她9歲的表妹貝蒂·帕里斯是塞勒姆審巫案最初的兩名原告。1692年的冬天，兩人開始表現出一些奇怪的行為。根據目擊者德奧達·勞森牧師所說，兩人在房間裡跑來跑去，躲在椅子下，或試圖爬上煙囪。她們的行為震驚了塞勒姆的許多村民。被找來診斷兩人症狀的威廉·格里格斯醫生判定這些症狀並非疾病，且暗示它一定是巫術。
1692年2月9日，三名婦女因涉嫌以巫術傷害艾比蓋兒及貝蒂而被捕，她們分別是提圖芭、薩娜·古德和薩娜·奧斯本。只有提圖芭在一年後被釋放，薩娜·古德被處死，薩娜·奧斯本則死於獄中。兩人的指控成為事件的起火點，並在塞勒姆和附近的村落（尤其是安多弗）迅速散播，最後在1692－1693年間導致19人被判處絞刑。
艾比蓋兒指控了包括麗貝卡·納斯、瑪莎·科里、約翰·普羅克特在內的許多人，但她只出席過八次審判（其中一次是伊莉莎白·普羅克特的審判案），整起審巫案中大多數時間都沒有她的紀錄。她最後的一次紀錄出現在1692年6月3日，當天她在法庭上提供的證詞導致麗貝卡·納斯和約翰·威拉德被判決有罪。在那之後，艾比蓋兒·威廉斯的名字從書面記錄中消失，無從得知審巫案結束後她過著什麼樣的生活。

## 大眾文化中的艾比蓋兒·威廉斯
- 《激情年代》（1953年），美國劇作家亞瑟·米勒的作品，劇中作為主要反派角色登場，此作品之後改編為電影、歌劇等版本。
- 《The Witch Hunters》（1998年），超時空奇俠系列作品，由史蒂夫·里昂（英语：Steve Lyons (writer)）所著，在故事中，第一任博士和他的孫女等同伴造訪了審巫案期間的塞勒姆。如塞繆爾·帕里斯牧師、艾比蓋兒·威廉斯、麗貝卡·納斯、安·普特南和約翰·普羅克特等歷史人物皆有登場。
- 《魔法師的學徒》（2010年），作為反派角色登場。
- 《我們身邊的狼》（2014年），登場於該遊戲改編而成的漫畫版。
- 《死案：靈魂追兇》（2014年），由史克威爾艾尼克斯發行的遊戲，遊戲舞台位於塞勒姆。日语配音員為泽城美雪。
- 《Fate/Grand Order》（2017年），手機遊戲，以「Foreigner」的職階登場，配音員為大和田仁美，寶具為「光殼滿溢的虛樹」。
- 美國有一支名叫艾比蓋兒·威廉斯（英语：Abigail Williams (band)）的樂團以她的名字命名，它們是來自美國亞利桑那州鳳凰城的黑金屬樂團[12]。
- 《Abigail》，由金屬樂團Motionless In White創作的一首歌曲，以艾比蓋兒·威廉斯為主題。
- 《魔獸世界》，聯盟地圖佐斯瓦上的谷溪村有個叫做艾比·路易斯的少女，她就是以艾比蓋兒·威廉斯與塞勒姆審巫案等事件為範本設計的。